# Юян-Туцзя-Мяоський автономний повіт
28°50′40″ пн. ш. 108°45′53″ сх. д. / 28.84441° пн. ш. 108.76471° сх. д.
Юян-Туцзя-Мяоський автономний повіт (кит. 酉阳土家族苗族自治县, пін. Yŏuyáng Tŭjiāzú Miáozú Zìzhìxiàn) — один із повітів КНР у складі міста прямого підпорядкування Чунціна. Адміністративний центр — містечко Чжундо.

## Географія
Юян-Туцзя-Мяоський автономний повіт розташовується на південному сході Чунціна.

### Клімат
Повіт знаходиться у зоні, котра характеризується вологим субтропічним кліматом. Найтепліший місяць — липень із середньою температурою 25,2 °C. Найхолодніший місяць — січень, із середньою температурою 4,1 °C.
| Клімат повіту Юян-Туцзя-Мяо | Клімат повіту Юян-Туцзя-Мяо | Клімат повіту Юян-Туцзя-Мяо | Клімат повіту Юян-Туцзя-Мяо | Клімат повіту Юян-Туцзя-Мяо | Клімат повіту Юян-Туцзя-Мяо | Клімат повіту Юян-Туцзя-Мяо | Клімат повіту Юян-Туцзя-Мяо | Клімат повіту Юян-Туцзя-Мяо | Клімат повіту Юян-Туцзя-Мяо | Клімат повіту Юян-Туцзя-Мяо | Клімат повіту Юян-Туцзя-Мяо | Клімат повіту Юян-Туцзя-Мяо | Клімат повіту Юян-Туцзя-Мяо |
| Показник                    | Січ.                        | Лют.                        | Бер.                        | Квіт.                       | Трав.                       | Черв.                       | Лип.                        | Серп.                       | Вер.                        | Жовт.                       | Лист.                       | Груд.                       | Рік                         |
| Середній максимум, °C       | 7,6                         | 9,3                         | 13,7                        | 19,9                        | 24,4                        | 27,2                        | 30,1                        | 30,2                        | 26,1                        | 20,1                        | 15,5                        | 10,2                        | 19,5                        |
| Середня температура, °C     | 4,1                         | 5,8                         | 9,5                         | 15                          | 19,4                        | 22,6                        | 25,2                        | 24,6                        | 21,1                        | 15,8                        | 11,1                        | 6,2                         | 15                          |
| Середній мінімум, °C        | 1,7                         | 3,3                         | 6,5                         | 11,5                        | 15,8                        | 19,3                        | 21,7                        | 21,2                        | 17,8                        | 13                          | 8,2                         | 3,4                         | 12                          |
| Норма опадів, мм            | 26.8                        | 37.2                        | 54.8                        | 121                         | 192.9                       | 224                         | 203.4                       | 150.4                       | 97.9                        | 110.6                       | 64.2                        | 23.9                        | 1307.1                      |
| Вологість повітря, %        | 77                          | 78                          | 79                          | 79                          | 80                          | 82                          | 81                          | 80                          | 79                          | 82                          | 79                          | 76                          | 79.3                        |
| --------------------------- | --------------------------- | --------------------------- | --------------------------- | --------------------------- | --------------------------- | --------------------------- | --------------------------- | --------------------------- | --------------------------- | --------------------------- | --------------------------- | --------------------------- | --------------------------- |
| Джерело: data.cma.cn        |                             |                             |                             |                             |                             |                             |                             |                             |                             |                             |                             |                             |                             |